# Décès en 1103
Décès
- 1099
- 1100
- 1101
- 1102
- 1103
- 1104
- 1105
- 1106
- 1107

Cette page dresse une liste de personnalités mortes au cours de l'année 1103 :
- 17 janvier : Frutolf de Michelsberg, ou Frutolf de Bamberg, moine bénédictin allemand.
- 23 mars : Eudes Ier de Bourgogne, prince de sang royal français.
- mai : Ebles II de Roucy, comte de Roucy.
- 10 juillet : Erik Ier Eigod, roi de Danemark, à Chypre.
- 24 août : Magnus III Berbein, roi de Norvège.
- 14 octobre : Humbert II de Savoie, ou Humbert II de Maurienne, comte en Maurienne, également seigneur du Bugey, d'Aoste et du Chablais et marquis de Suse.

- Agnès de Poitiers, Agnès de Peitieu (en occitan) ou Agnès d'Aquitaine, princesse ramnulfide, reine consort d'Aragon.
- Alberic II de Mello, noble français.
- Arnold de Saint Martin (en), religieux irlandais, abbé de l'église Saint-Martin de Cologne.
- Isaac ben Jacob Alfassi, ou Yitshak ben Yaakov Hacohen Alfasi, également appelé Ri"f (רי"ף, acronyme de Rav Itshak AlFasi), rabbin, décideur halakhique, originaire de Fès, au Maroc.
- Bodil Thrugotsdatter, reine de Danemark, épouse du roi Éric Ier de Danemark.
- Sybille de Bourgogne, duchesse consort de Bourgogne.
- Guillaume Firmat, ermite français de la région de Tours.
- Osbern Fitz Osbern, évêque d'Exeter.
- Gabriel de Malatya, ou Ghavril Malatyatsi, gouverneur arménien de la région de Malatya (ou Mélitène).
- Guyomarch II de Léon, vicomte de Léon.
- Henri Ier de Misnie, comte d'Eilenbourg, margrave de la Marche de l'Est saxonne puis margrave de Lusace.
- Hugues de Dammartin, comte de Dammartin.
- Manegold de Lautenbach, moine-écrivain, théologien, philosophe et polémiste religieux.
- Mathias II de Bretagne, comte de Nantes.
- Osbern Fitz Osbern, homme d’Église anglo-normand.
- Pierre II de Nice, évêque de Sisteron puis évêque de Vaison.

## Crédit d'auteurs
- Cet article est partiellement ou en totalité issu de l'article intitulé « 1103 » (voir la liste des auteurs).